# Calyptocarpus vialus
Calyptocarpus vialus là một loài thực vật có hoa trong họ Cúc. Loài này được Less. mô tả khoa học đầu tiên.